# Mejandeh
Mejandeh (persiska: مِجَندی, مجنده, Mejandī) är en ort i Iran.   Den ligger i provinsen Ardabil, i den nordvästra delen av landet, 400 km nordväst om huvudstaden Teheran. Mejandeh ligger 1 298 meter över havet och antalet invånare är 681.
Terrängen runt Mejandeh är kuperad åt nordväst, men åt sydost är den platt. Mejandeh ligger nere i en dal.Runt Mejandeh är det ganska tätbefolkat, med 139 invånare per kvadratkilometer. Närmaste större samhälle är Omīdcheh, 15,6 km söder om Mejandeh. Trakten runt Mejandeh består till största delen av jordbruksmark.